# Jochen Hahn (Radsportler)
Jochen Hahn (* 16. Januar 1962 in Berlin) ist ein deutscher Radsport-Trainer und Sportlicher Leiter.
Hahn, der einen Abschluss als Diplomphysiker besitzt, war bis 1994 im Straßenradsport aktiv. Zuletzt startete er für den Verein  Opel Schüler Berlin.  Nach dem Ende seiner aktiven Laufbahn formierte er aus einer Auswahl von Nachwuchsfahrern des RV Berlin 1888 das U-23-Bundesligateam Techem. Dieses erreichte im Jahr 2003 als Team Winfix den Status eines GS-III-Teams. Im Jahr 2006 trat es nach dem Zusammenschluss mit dem Team Akud Arnolds Sicherheit als Team Wiesenhof-Akud mit einer Professional-Continental-Team-Lizenz an. Diesen zunächst vor allem Nachwuchsteamcharakter habenden Mannschaften gehörten insbesondere Linus Gerdemann, Björn Schröder, Gerald Ciolek und Dominik Roels an. Im Jahr 2007 wurde Jochen Hahn mit der Silbernen Ehrennadel des Berliner Radsportverbandes ausgezeichnet. In diesem Jahr war er Teammanager des Continental Teams Akud Rose.
Von 2009 bis 2010 war er als Trainer und Sportlicher Leiter beim UCI ProTeam Milram tätig. Nach dessen Auflösung wurde er Teammanager und erster Sportlicher Leiter beim Team Stölting. 2016 übernahm er gemeinsam mit dem bisherigen Sportdirektor des Teams Cult Energy Pro Cycling Michael Skelde die sportliche Leitung des fusionierten Teams Cult Energy Stölting Group. Infolge dessen Auflösung nach der Saison 2016 wechselte er zum Team Heizomat, wo er ebenfalls als Sportdirektor tätig ist.